# Daniel Němeček
Pour les articles homonymes, voir Němeček.
Daniel Němeček (né le 11 août 1991) est un athlète tchèque,spécialiste du 400 mètres. 

## Biographie

### Palmarès
| Date | Compétition                    | Lieu     | Résultat | Épreuve   | Performance   |
| ---- | ------------------------------ | -------- | -------- | --------- | ------------- |
| 2012 | Championnats d'Europe          | Helsinki | 5e       | 4 × 400 m | 3 min 02 s 72 |
| 2013 | Championnats d'Europe en salle | Göteborg | 3e       | 4 × 400 m | 3 min 07 s 64 |
| 2013 | Championnats d'Europe espoirs  | Tampere  | 6e       | 400 m     | 46 s 47       |
| 2013 | Championnats d'Europe espoirs  | Tampere  | 6e       | 4 × 400 m | 3 min 05 s 82 |
| 2014 | Championnats d'Europe          | Zurich   | 8e       | 4 × 400 m | 3 min 04 s 56 |
| 2015 | Championnats d'Europe en salle | Prague   | 3e       | 4 × 400 m | 3 min 04 s 09 |

### Records
| Épreuve    | Épreuve      | Performance | Lieu    | Date            |
| ---------- | ------------ | ----------- | ------- | --------------- |
| 400 mètres | En plein air | 46 s 09     | Ostrava | 3 août 2014     |
| 400 mètres | En salle     | 46 s 74     | Prague  | 22 février 2015 |